# Trombosi de si venós cerebral
Una trombosi de si venós cerebral o trombosi sinusal venosa cerebral és la presència d'un coàgul de sang a un o alguns dels sins venosos durals, que drenen la sang de l'encèfal. Els símptomes poden incloure mal de cap, visió anormal, qualsevol dels símptomes d'ictus com debilitat de la cara i les extremitats d'un costat del cos i convulsions.
El diagnòstic sol ser mitjançant tomografia computada (TC) o per ressonància magnètica (RM) per demostrar l'obstrucció dels sins venosos. Es poden fer proves per intentar determinar la causa subjacent.
El tractament es fa normalment amb anticoagulants (medicaments que suprimeixen la coagulació de la sang), com ara l'heparina de baix pes molecular. Poques vegades s'utilitza trombòlisi (destrucció enzimàtica del coàgul sanguini). La malaltia es pot complicar amb una pressió intracranial elevada, que pot justificar una intervenció quirúrgica com la col·locació d'una derivació.